# Jaydon Hibbert
Jaydon Hibbert, né le 17 janvier 2005 à Kingston, est un athlète jamaïcain spécialiste du triple saut.

## Biographie
En 2021, à l'âge de 16 ans, il remporte la médaille d'argent du triple saut des championnats du monde juniors de Nairobi avec la marque de 16,05 m, son record personnel, devancé par le Suédois Gabriel Wallmark.
En juin 2022, il remporte le titre des Jeux de la CARIFTA en dépassant pour la première fois de sa carrière la limite des 17 mètres (17,05 m). Il remporte le 26 juin 2022 les championnats de Jamaïque seniors à Kingston, avec 16,41 m. Le 5 août 2022, en finale des championnats du monde juniors à Cali, il porte son record personnel à 17,27 m (record des championnats) et devient champion du monde junior.
Le 11 mars 2023 à l'occasion des championnats NCAA en salle à Albuquerque aux États-Unis, Jaydon Hibbert établit un nouveau record du monde junior du triple saut en atteignant la marque de 17,54 m, améliorant de 4 cm l'ancien record de l'Allemand Volker Mai établi en 1985. Le 13 mai 2023, à Baton Rouge, il porte le record du monde junior à 17,87 m (+ 1,3 m/s). Le 13 mai 2023 à Baton Rouge, il établit un nouveau record du monde junior en réalisant la performance de 17,87 m (+ 1,3 m/s). Vainqueur par la suite des championnats NCAA avec 17,56 m, il s'impose lors des championnats de Jamaïque avec 17,68 m et termine deuxième du meeting Herculis de Monaco avec 17,66 m. En août 2023 lors des championnats du monde de Budapest, il réalise la meilleure performance des qualifications avec 17,70 m, mais se blesse en finale lors de son premier saut.
En juin 2024, rétabli, il réalise 17,75 m à Kingston.
Aux Jeux olympiques de Paris il prend la 4e place, à 3 cm du 3e.

## Palmarès
| Date | Compétition                   | Lieu     | Résultat | Marque  |
| ---- | ----------------------------- | -------- | -------- | ------- |
| 2021 | Championnats du monde juniors | Nairobi  | 2e       | 16,05 m |
| 2022 | Championnats du monde juniors | Cali     | 1er      | 17,27 m |
| 2023 | Championnats du monde         | Budapest | Finale   | NM      |
| 2024 | Jeux olympiques               | Paris    | 4e       | 17,61 m |

## Records
| Épreuve     | Épreuve   | Marque                     | Lieu        | Date         |
| ----------- | --------- | -------------------------- | ----------- | ------------ |
| Triple saut | Plein air | 17,87 m (+ 1,3 m/s, WU20R) | Baton Rouge | 13 mai 2023  |
| Triple saut | En salle  | 17,54 m                    | Albuquerque | 11 mars 2023 |